# Северен сейурус
Северен сейурус (Parkesia noveboracensis) е вид птица от семейство Parulidae. Видът е незастрашен от изчезване.

## Разпространение
Разпространен е в Ангуила, Антигуа и Барбуда, Аруба, Бахамски острови, Барбадос, Белиз, Бермудски острови, Бонер, Свети Евстатиус и Саба, Бразилия, Канада, Кайманови острови, Колумбия, Коста Рика, Куба, Кюрасао, Доминика, Доминиканска република, Еквадор, Салвадор, Френска Гвиана, Гренада, Гваделупа, Гватемала, Гвиана, Хаити, Хондурас, Ямайка, Мартиника, Мексико, Монсерат, Никарагуа, Панама, Перу, Пуерто Рико, Русия, Сейнт Китс и Невис, Сейнт Лусия, Сен Пиер и Микелон, Сейнт Винсент и Гренадини, Свети Мартин, Суринам, Тринидад и Тобаго, Търкс и Кайкос, САЩ, Малки далечни острови на САЩ, Венецуела, Британски Вирджински острови и Вирджински острови.